# Albumin
Albumin je protein krvne plazme koji se sintetizira u jetri. Albumini čine oko polovice proteina krvnog seruma.
Referencijalna vrijednost koncentracije albumina u krvi je 30 - 50 g/L. Snižena vrijednost albumina u serum naziva se hipoalbuminemija, a povišen hiperalbuminemija.

## Uloga albumina
- održava onkotski tlak
- prenosi hormone, npr. hormone štitnjače
- prenosi masne kiseline ("slobodne" masne kiseline) jetri
- prenosi nekonjugirani bilirubin
- prenosi mnoge lijekove, i razina serumskog albumina može utjecati na poluživot lijekova.
- kompetitivno veže kalcijeve ione
- utječe na pH

## Patologija

### Hipoalbuminemija
Hipoalbuminemiju mogu uzrokovati različita stanja kao što su npr.:
- smanjena sinteza zbog bolesti jetre (nrp. ciroza) ili gladovanja
- povećano izlučivanje zbog bolesti bubrega (prisutnost albumina u urinu naziva se albuminurija)
- gubitak albumina kod opeklina

### Hiperalbuminemija
Pojava hiperalbuminemije najčešće je znak dehidracije ili rijetko zbog nedostatka vitamina A.